# Андрей (Гвазава)
Митрополит Андрей (в миру Амиран Анатольевич Гвазава, груз. ამირან ანატოლის ძე გვაზავა; 24 апреля 1968, Сухуми, Абхазская АССР) — епископ Грузинской Православной Церкви, митрополит Горийский и Атенский.

## Биография
Родился 24 апреля 1968 года. в Сухуми в семье учителей Анатолия и Нины.
В 1988 году поступил Институт субтропического хозяйства, который окончил в 1994 году.
15 апреля 1995 года был пострижен в монашество с именем Андрей в честь апостола Андрея Первозванного.
17 сентября 1996 году был рукоположён во диакона, а 13 декабря — во пресвитера.
В 1997 году был возведён в сан игумена и в 1997—1998 годах настоятельствовал в Давидо-Гареджийском монастыре.
18 октября 1998 года был хиротонисан во епископа Сагареджойского.
12 октября 2001 года назначен епископом Самтависским и Горийским.
16 ноября 2006 года был возведён в сан архиепископа, 25 мая 2010 года — в сан митрополита.
11 октября 2013 года был назначен правящим архиереем новоучрежденной Горийской и Атенской епархии.
14 июля 2023 в диссертационном совете ПСТГУ защитил диссертацию «Устав „Ваханис Квабеби“: место и значение в древнегрузинской монастырской традиции» на соискание ученой степени кандидата богословия